# Marinho (diácono)
São Marino ou São Marinho (em italiano: San Marino) foi um romano antigo cristão do século IV. Veio de uma família de convertidos que vivia numa ilha na costa da Dalmácia e trabalhava como pedreiro. Diz-se que ouviu que Arímino (atual Rimini), na Itália, estava passando por intenso processo de reconstrução e para lá viajou com seu colega Leão. Ao chegar, soube que vários cristãos de famílias ricas foram sentenciados a trabalharem compulsoriamente por terem se recusado a sacrificar aos deuses e fez o que pôde para reconfortá-los. Três anos depois, seu amigo se aposentou e foi para Montefiascone, enquanto Marinho foi ordenado diácono pelo bispo Gaudêncio de Arímino em reconhecimento a seus feitos. Quando já era idoso, se retirou para um eremitério no centro de um bosque situado aproximadamente a 16 quilômetros de Arímino, onde morreria. Uma cidade foi erigida nesse local e batizada em seu nome e seria, segundo a lenda, o núcleo original da atual República de São Marinho. Suas relíquias estão abrigadas em sua igreja principal.